# Kvarkeno
Kvarkeno (in russo Кваркено?) è un villaggio della Russia europea sudorientale, situato nell'oblast' di Orenburg; è il centro amministrativo del rajon Kvarkenskij.
Si trova nella parte orientale della oblast', a est-nord-est di Orenburg.